# 사정한 조선어 표준말 모음
사정한 조선어 표준말 모음(査定-朝鮮語標準---)은 1936년에 조선어학회(현 한글 학회)가 발표한 표준어 모음이다.

## 경과
1933년에 ‘한글 맞춤법 통일안’을 제정한 조선어 학회는 한국어의 표준어를 확립시킬 필요성이 있다고 판단해 조선어 표준어 사정 위원회를 발족시켰다. 정확한 발족 날짜는 명확하지 않으나 1934년 중이었던 것으로 추정된다. 발족 당시의 표준어 사정 위원회는 권덕규(權悳奎), 이극로(李克魯), 이희승(李熙昇), 정열모(鄭烈模), 최현배(崔鉉培) 등 40명으로 구성되었다.
사정 위원회는 표준어 모음을 발표하기 전에 ‘독회’(讀會) 라는 모임을 총 세 번 가졌다. 제1회 독회는 1935년 1월 2일부터 7일까지 충남 아산에서 열렸으며 위원 32명이 참석하여 사정안이 토의되었다. 이 독회에서는 16명의 수정 위원이 선출되었다. 수정 위원이란 토의 내용의 부족한 점 등을 보충하는 역할을 맡는 임원이다. 이 수정 위원은 첫째 독회 이후 열 번여에 걸쳐 회의를 거듭하면서 원안을 수정했다.
제2회 독회는 위원을 70명으로 늘리면서 1935년 8월 5일부터 9일까지 경기도 고양군 봉황각(현 서울특별시 강북구 우이동)에서 진행되었다. 이 독회에서 원안을 토의한 후 제1회 독회와 마찬가지로 수정 위원을 25명 선출해 토의 결과를 정리했다.
제3회 독회는 위원 32명이 출석하여 1936년 7월 30일부터 8월 1일까지 경기도 인천부(현 인천광역시) 제일 공립 보통학교에서 진행되었다. 사정 위원은 3명 늘어 73명이 되었다. 이 토의로 표준어 사정 회의가 모두 끝나 11명의 수정 위원을 선출하여 최종 조정을 한 후 1936년 10월 28일(당시의 한글날)에 표준어 모음을 발표했다.

## 사정 방법
한국어의 표준어에 관해서는 1933년의 ‘한글 맞춤법 통일안’에서 “중류 사회에서 쓰는 서울말로 한다”고 이미 규정되어 있었지만 표준어 사정에서는 보편성 있는 지방 어휘도 고려해야 한다고 생각했다. 그래서 표준어 사정 위원회 구성원은 서울 출신자뿐만 아니라 지방 출신자도 포함되어 있었다. 제1회 독회 때의 사정 위원 40명, 제2회 독회 때의 사정 위원 70명은 모두 절반이 경기도 출신자(서울 출신자 포함)이며 나머지 반이 인구에 비례한 각 도 대표자였다. 제3회 독회 때의 사정 위원 73명은 경기도 출신자 37명(그 중 서울 출신자 26명)과 인구 비례에 의한 각 도 대표자가 36명이었다.
표준어 사정은 사정 위원의 표결에 의해 실시되었다. 단어의 표결 결정권은 경기도 출신 위원 37명에게만 주어졌지만 각 도 대표자 중에 이 표결에 이의를 제기하는 사람이 있으면 어휘 조사 등을 실시한 후 다시 심리를 하여 만장 일치로 가결하기로 했다.
이와 같이 사정된 어휘수는 표준어 6231, 준말 134, 비표준어 3082, 한자어 100, 총 9457개 낱말이다.

## 표준말 모음의 내용
표준말 모음은 다음과 같이 체계적으로 정리되어 있으며 각각의 사항에 관해 표준어가 제시되어 있다.
1. 같은말
  - 소리가 가깝고 뜻이 꼭 같은 말
    - 소리의 통용에 관한 말
      - 닿소리의 통용
      - 홀소리의 통용

    - 소리의 증감에 관한 말
      - 닿소리의 증감
      - 홀소리의 증감
      - 음절의 증감

    - 소리의 일부가 서로 같은 말
      - 첫 소리가 같은 것
      - 첫 말이 같은 것
      - 끝 소리가 같은 것
      - 끝 말이 같은 것

  - 소리가 아주 다르고 뜻이 똑같은 말
2. 비슷한말
3. 준 말
4. 부록
  - 한결로 처리한 말떼
  - 한자의 전음(轉音)

## 남북 분단과 표준어
조선어학회가 사정한 표준어는 해방 후에도 남북의 표준어로 승계되었다. 그러나 시대 변화나 사회제도의 변화와 같은 여러 사정으로 인해 남북 모두 일부 어휘를 약간 수정했다. 예를 들면 조선민주주의인민공화국(이하 ‘북’)에서는 ‘부수다’의 표준어형을 ‘조선어 철자법’(1954년)에서 ‘부시다’로 고쳤다. 대한민국(이하 ‘남’)에서는 ‘-트리다’를 표준어 규정(1988년)에서 표준어형으로 인정했는데 1936년의 표준어 모음에서는 ‘-뜨리다’만 표준어형으로 인정하고 ‘-트리다’는 비표준어형으로 삼았다. 북에서는 처음부터 ‘-뜨리다’만을 표준어형으로 삼았다.
현재, 남에서는 국립국어원이, 북에서는 국어사정위원회가 각각 표준어를 사정한다. 한국어는 명문화된 표준어를 가진다는 점에서 뚜렷한 표준어 정책을 실시하고 있다고 할 수 있다.

## 참고 문헌
- 朝鮮語學會(1935) ‘標準語査定委員會―會議經過畧記―’, “한글” 제3권 제2호
- 朝鮮語學會(1935) ‘朝鮮語學會 主催 標準語査定二讀會’, “한글” 제3권 제7호
- 朝鮮語學會(1936) ‘조선어학회의 업적 표준어 사정 최종 결의’, “한글” 제4권 제9호
- 朝鮮語學會(1936) “사정한 조선어 표준말 모음”

## 같이 보기
- 한글 맞춤법 통일안
- 대한민국 표준어
- 문화어